# Kakenstorf
Kakenstorf ist eine Gemeinde im Landkreis Harburg in Niedersachsen.

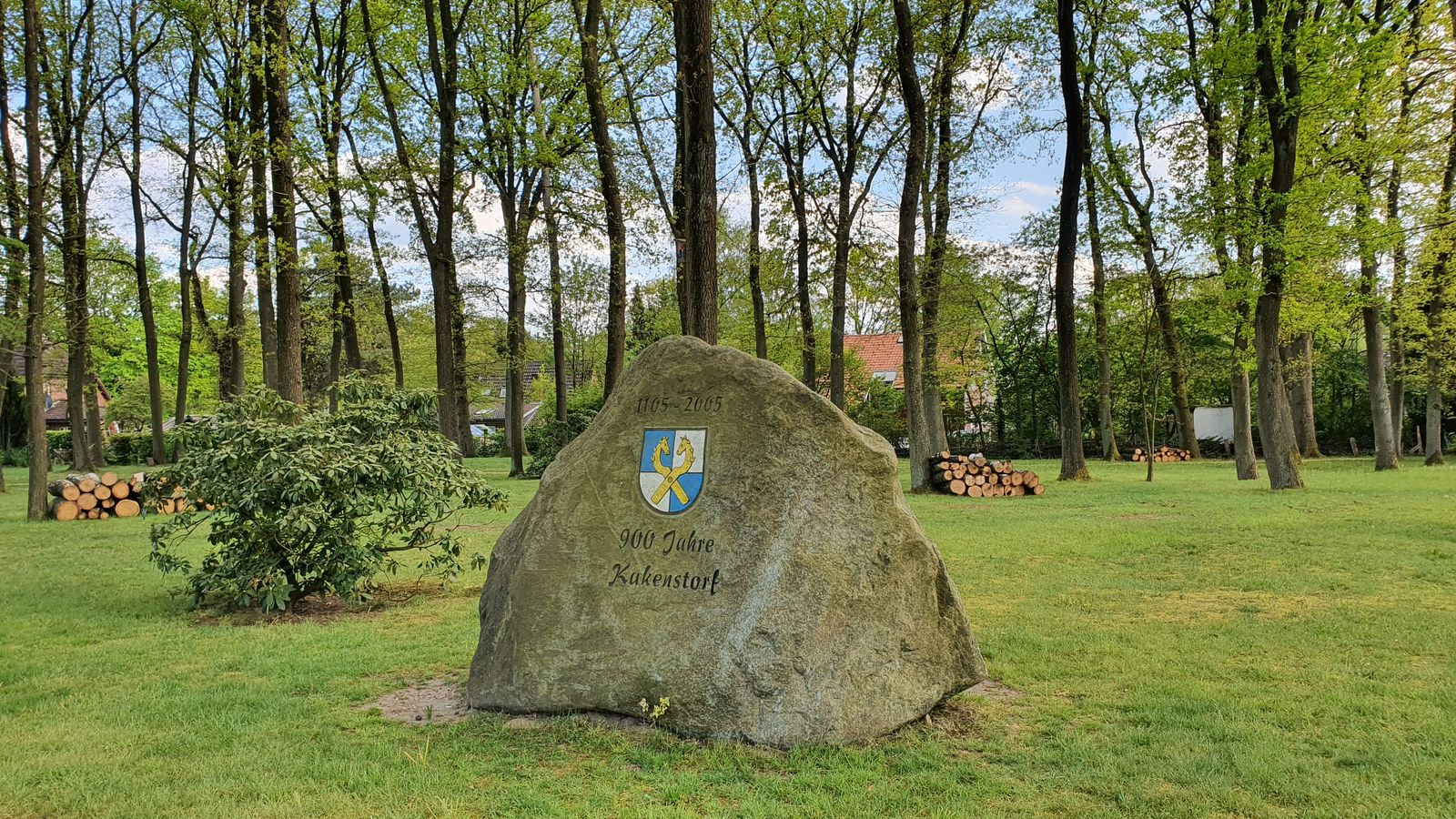
Ortsstein „900 Jahre Kakenstorf“

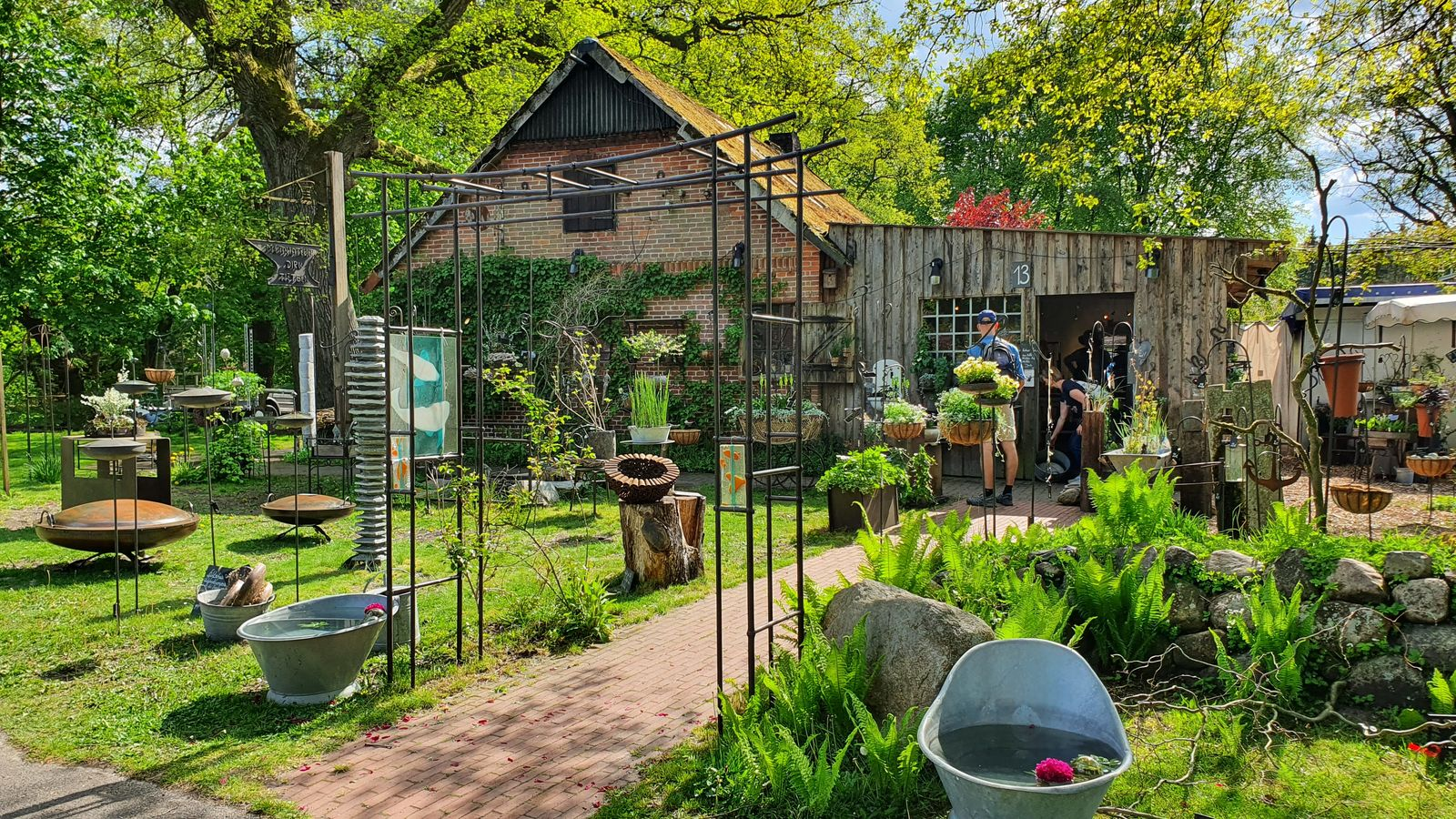
Kunstschmiede in Bötersheim

## Geografie

### Geografische Lage
Kakenstorf liegt nordwestlich des Naturparks Lüneburger Heide. Die Gemeinde gehört der Samtgemeinde Tostedt an, die ihren Verwaltungssitz in der Gemeinde Tostedt hat. In der Gemeinde Kakenstorf münden der Dohrener Mühlenbach, Dresteder Bach, Kakenstorfer Bach, Sprötzer Bach und Todtglüsinger Bach in die Este.

### Nachbargemeinden
- Tostedt
- Dohren
- Hollenstedt
- Wenzendorf
- Drestedt
- Buchholz

### Gemeindegliederung
Zur Gemeinde Kakenstorf gehören die Orte Kakenstorf, Auf der Horst und Bötersheim sowie das Gehöft Seggernhoff.

## Geschichte

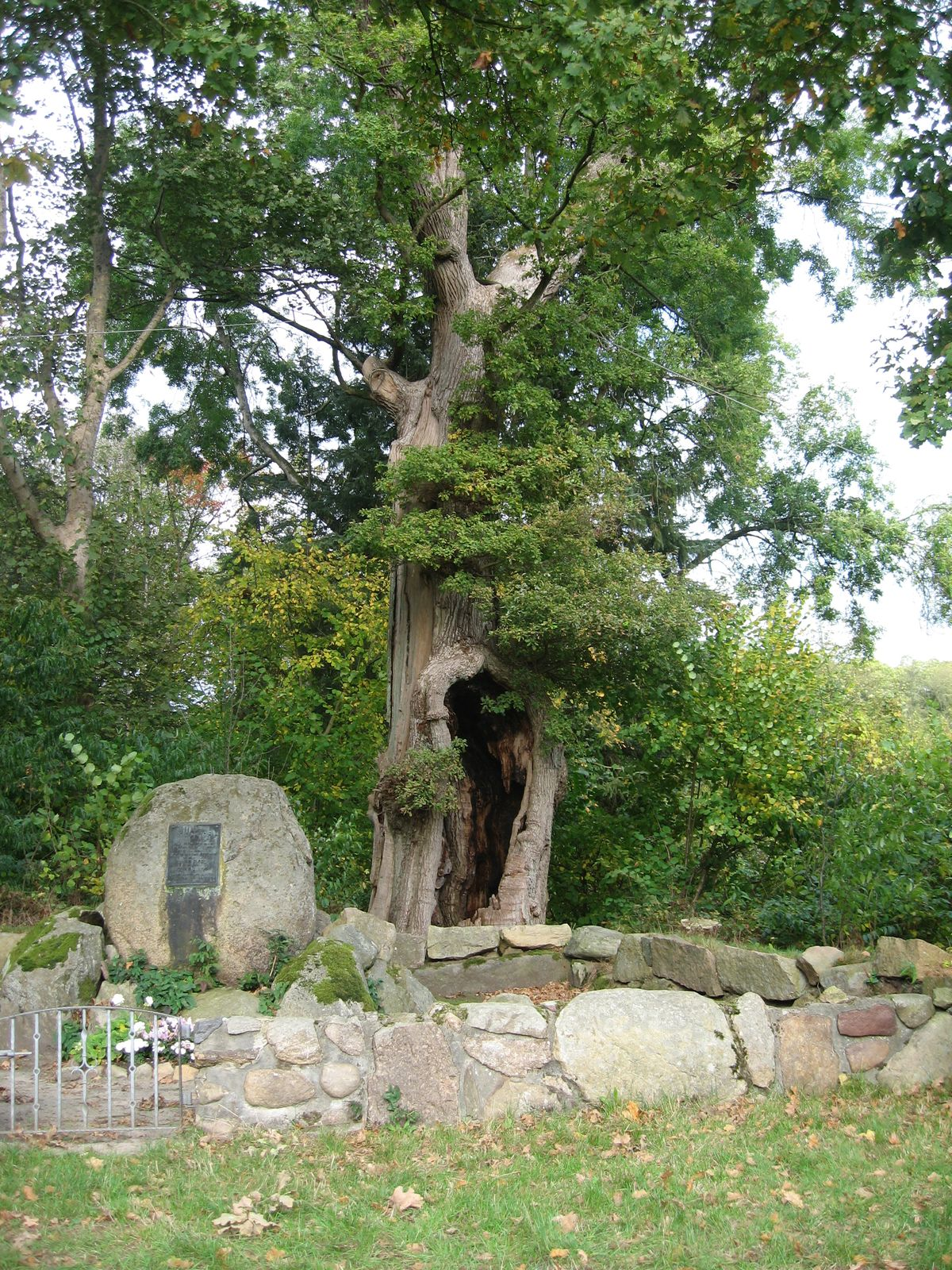
Tausendjährige Eiche in Bötersheim

Bis zum Jahr 1900 bildeten die Gemeinden Kakenstorf, Drestedt, Trelde und Sprötze die Gemeinde Die Vierdörfer, aus der die heutige Gemeinde hervorging. Drestedt ist heute eine eigenständige Gemeinde. Trelde und Sprötze sind am 1. Juli 1972 in die Stadt Buchholz in der Nordheide eingemeindet worden.

### Ortsname
Alte Bezeichnungen des Ortes waren um 1055 Cacamannesthorp, Mitte 13. Jahrhundert Kakemannestorpe, 1322 Cokemestorpe und Mitte 15. Jahrhundert Kakemannestorpe.
Der Name leitet sich von „Dorf eines Kak-mann“ ab. Bei „Kak“ handelt es sich wahrscheinlich um einen niederdeutschen Vornamen. Der kommt auch in Familiennamen wie „Dunkake“ vor, was „geschwollene Backe“ bedeutet.

### Eingemeindungen
Am 1. Juli 1972 wurde die Nachbargemeinde Bötersheim eingegliedert.

## Politik

### Gemeinderat
Der Gemeinderat setzt sich einschließlich des Bürgermeisters aus elf Ratsfrauen und Ratsherren zusammen.
Bei der Gemeindewahl am 12. September 2021 erlangten die CDU 5 Sitze, die Partei Bündnis 90/Die Grünen (GRÜNE) 3 Sitze sowie die erstmals angetretene Wählergruppe Unser Dorf Kakenstorf (UDK), die Wählergemeinschaft Kakenstorf (WGK) und die SPD jeweils 1 Sitz. Die Wahlbeteiligung lag bei 69,8 % von 1.203 Stimmberechtigten.
Bei der Gemeindewahl am 11. September 2016 erlangte die CDU 5 Sitze, die WGK 4 Sitze und die SPD 2 Sitze. Wahlberechtigt waren 1.124 Personen, von denen 60,6 % ihre Stimme abgaben.
Bei der Wahl 2011 waren 1.075 Personen wahlberechtigt, 2006 waren es 1.014, 2001 waren es 965.
|        | 2001  | 2006  | 2011  | 2016 | 2016  | 2021 | 2021  |
| Partei | Sitze | Sitze | Sitze | %    | Sitze | %    | Sitze |
| ------ | ----- | ----- | ----- | ---- | ----- | ---- | ----- |
| CDU    | 7     | 7     | 6     | 45,4 | 5     | 42,3 | 5     |
| GRÜNE  | 1     |       |       |      |       | 28,0 | 3     |
| UDK    |       |       |       |      |       | 11,1 | 1     |
| WGK    |       |       | 2     | 37,5 | 4     | 9,6  | 1     |
| SPD    | 3     | 3     | 3     | 17,1 | 2     | 9,0  | 1     |
| FDP    | 0     | 1     | 0     |      |       |      |       |

### Bürgermeister
Mareike von Appen (Grüne) wurde am 27. Januar 2025 zur ehrenamtlichen Bürgermeisterin gewählt, nachdem Heiko Knüppel (CDU) das Amt im November 2024 nach 18 Jahren niedergelegt hatte. 

### Wappen
Blasonierung: Von Blau und Silber geteilt und gespalten, belegt mit goldenen, gekreuzten, nach innen gerichteten Pferdeköpfen.

## Kultur und Sehenswürdigkeiten
Naturdenkmäler
- Eiche in Bötersheim mit einem Brusthöhenumfang von 7,30 m (2016).[6]

## Verkehr
- Zur Autobahn A 1, die im Norden der Gemeinde liegt, sind es ca. sieben Kilometer. Die Bundesstraße 75 führt direkt durch Kakenstorf.
- Der Haltepunkt Sprötze an der Bahnstrecke Wanne-Eickel–Hamburg liegt ca. drei Kilometer von der Ortsmitte Kakenstorfs entfernt und bietet im Regionalverkehr umsteigefreie Verbindungen nach Hamburg und Bremen.

## Bilder

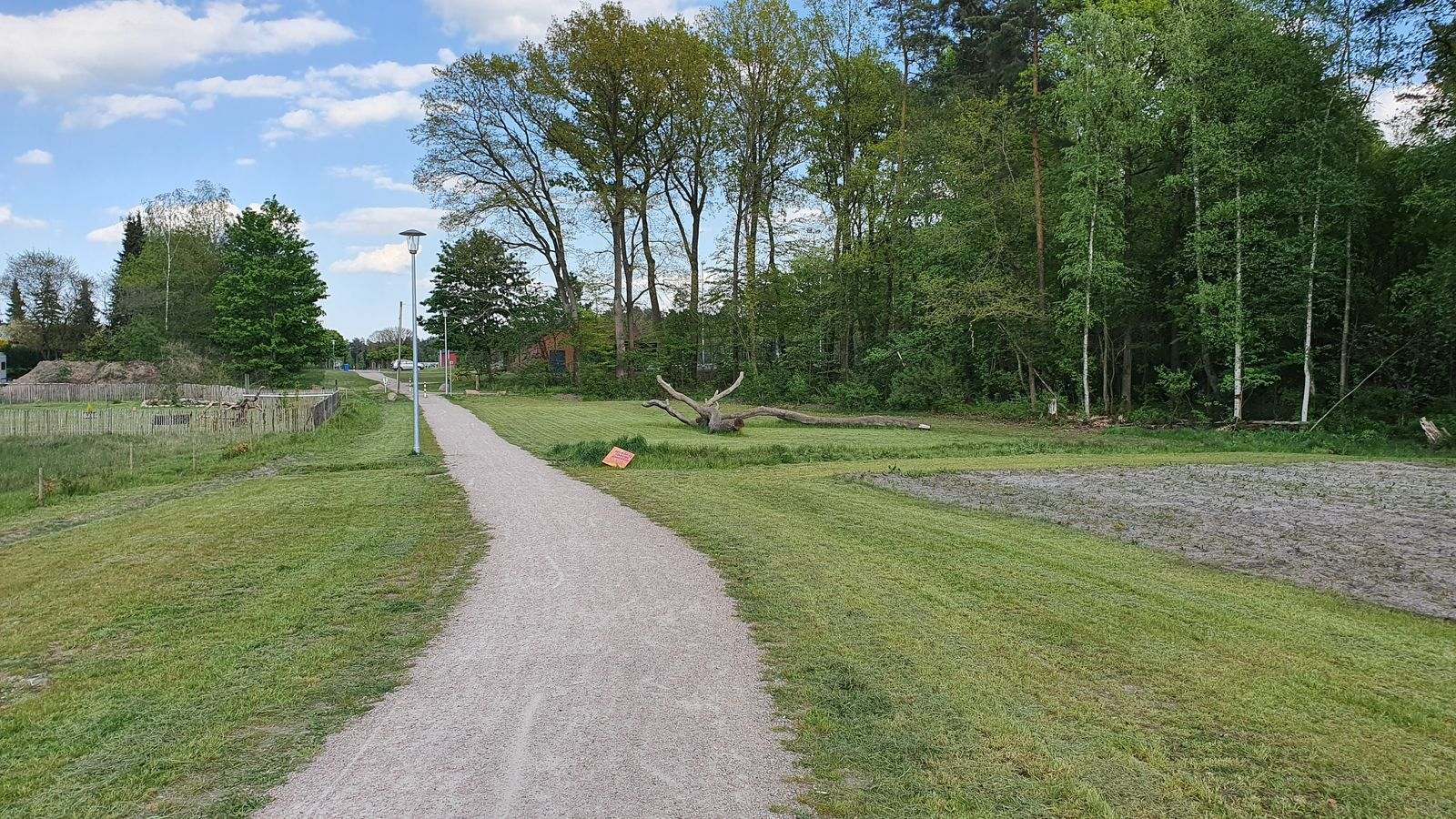
Park am Cassens Stieg
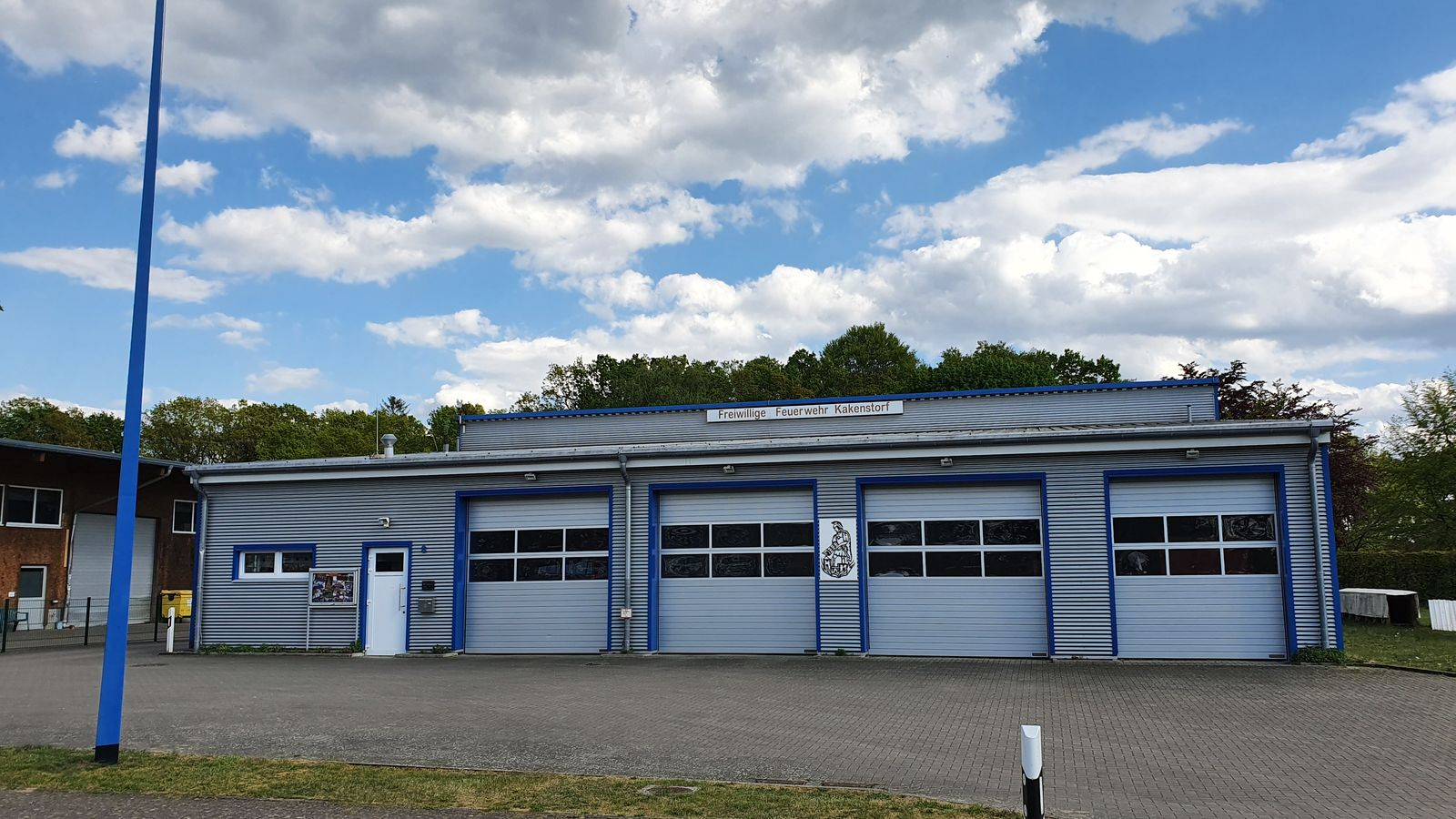
Feuerwehr
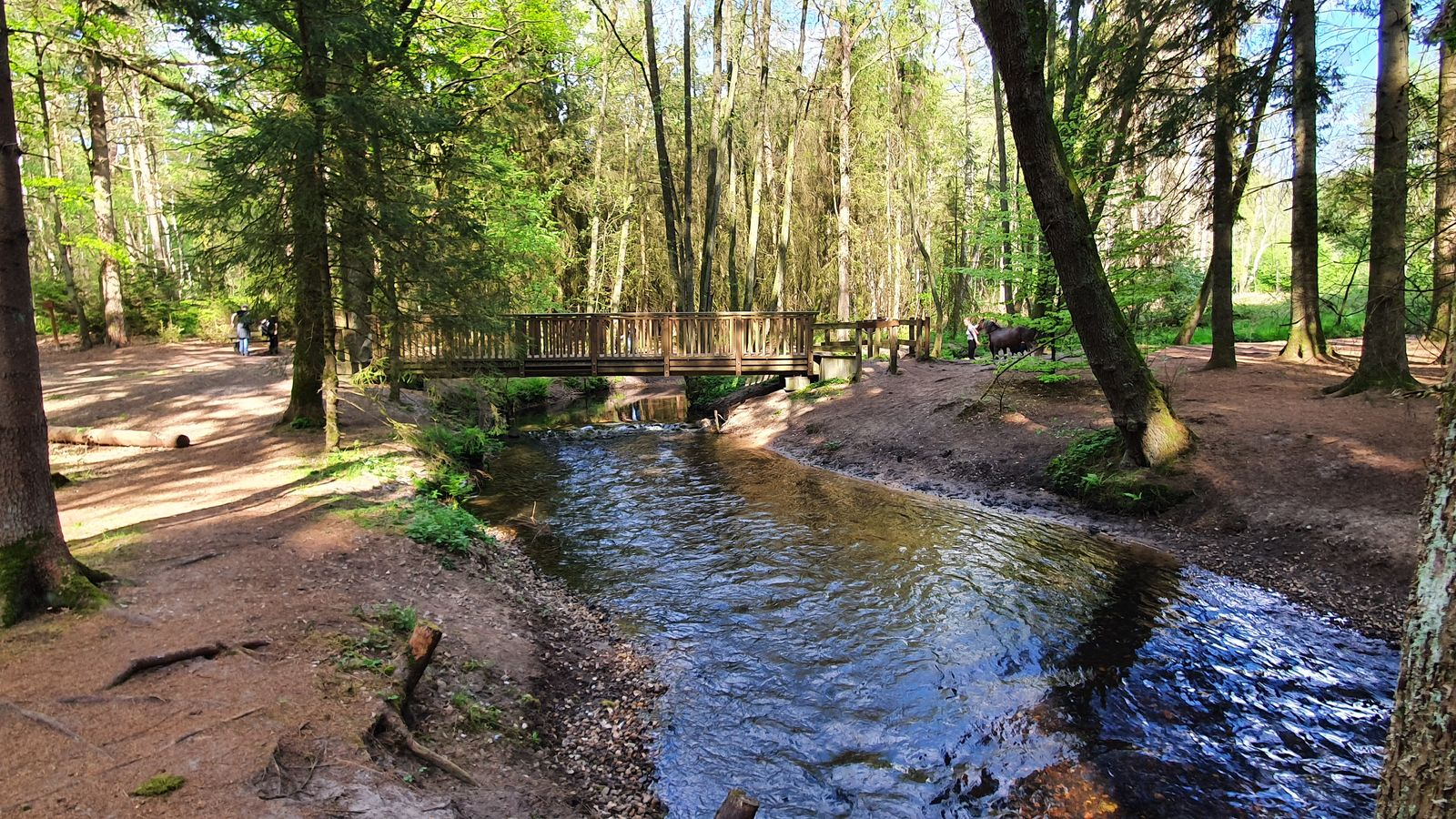
Butterbarg Brügg über die Este in Bötersheim
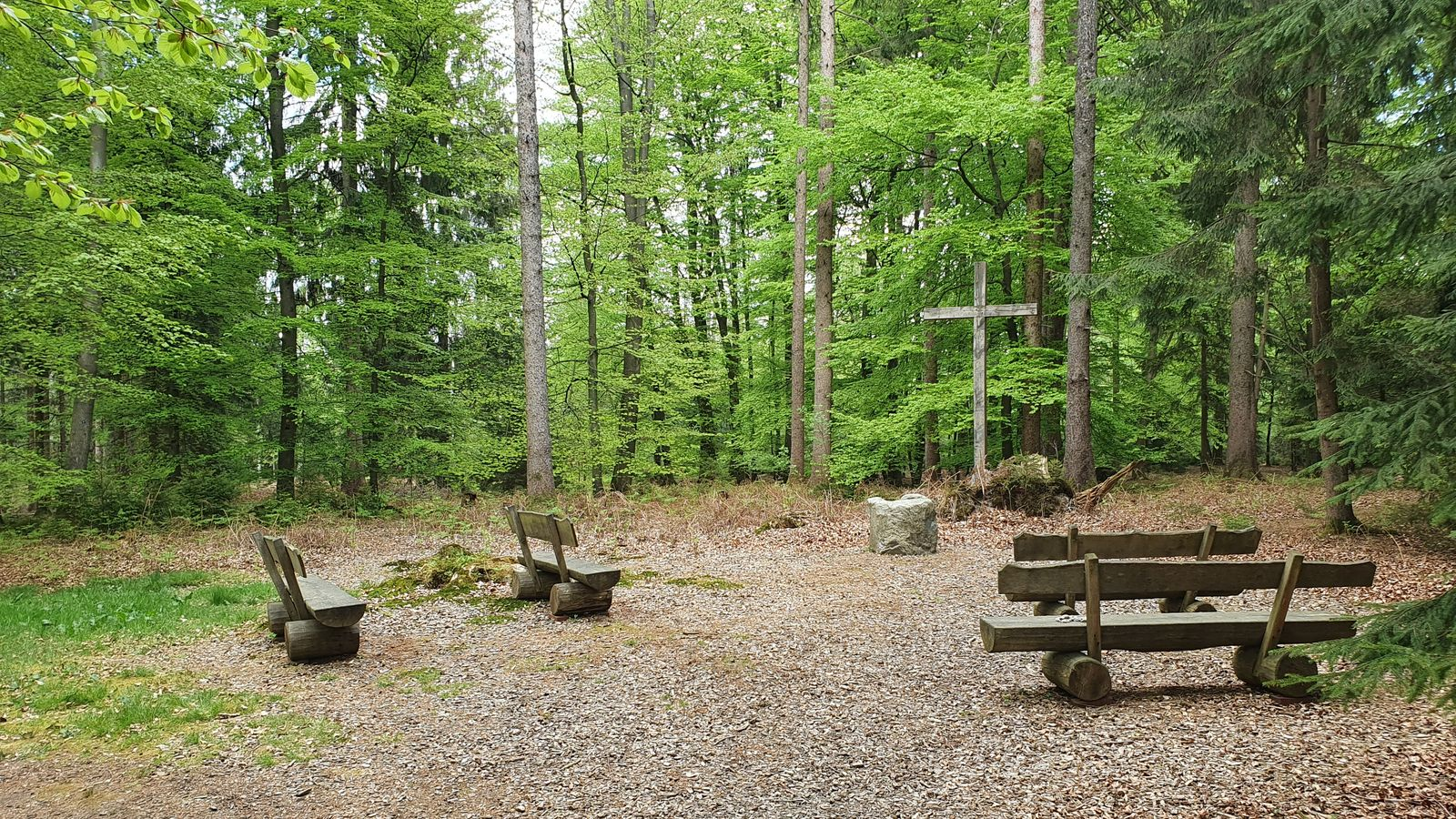
Gedenkplatz im Bestattungswald
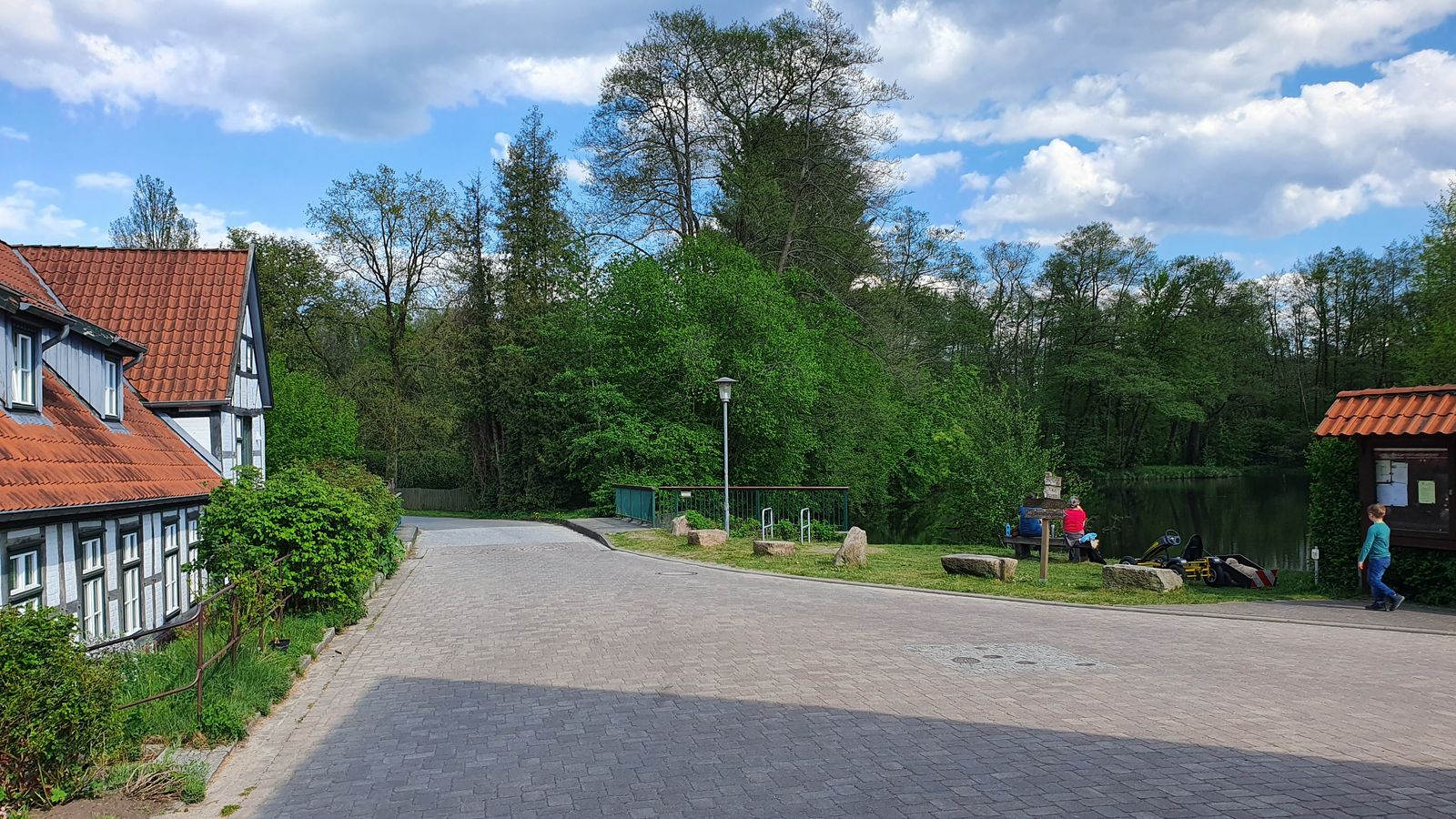
Bötersheim Ort
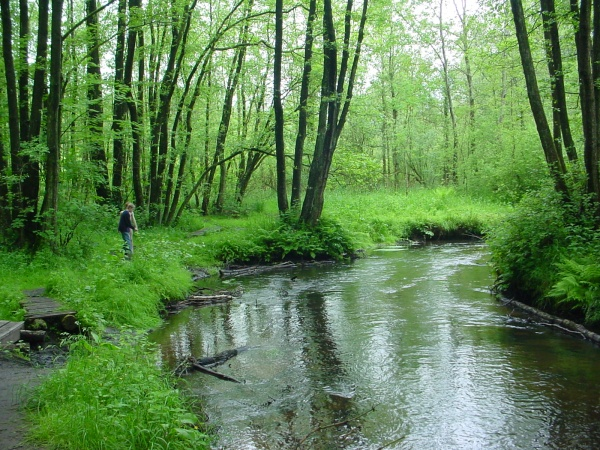
Este
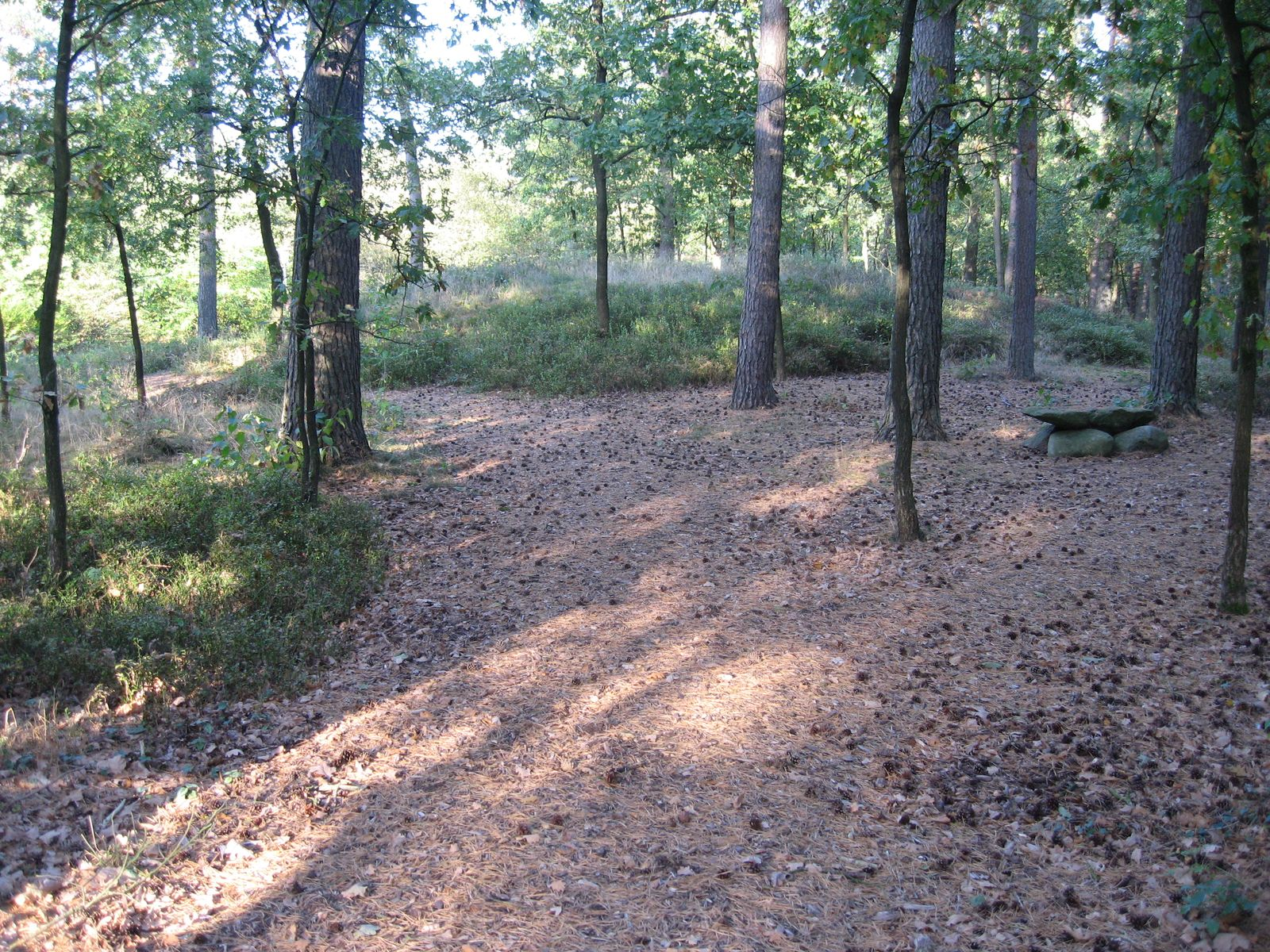
Vorgeschichtliche Grabhügel
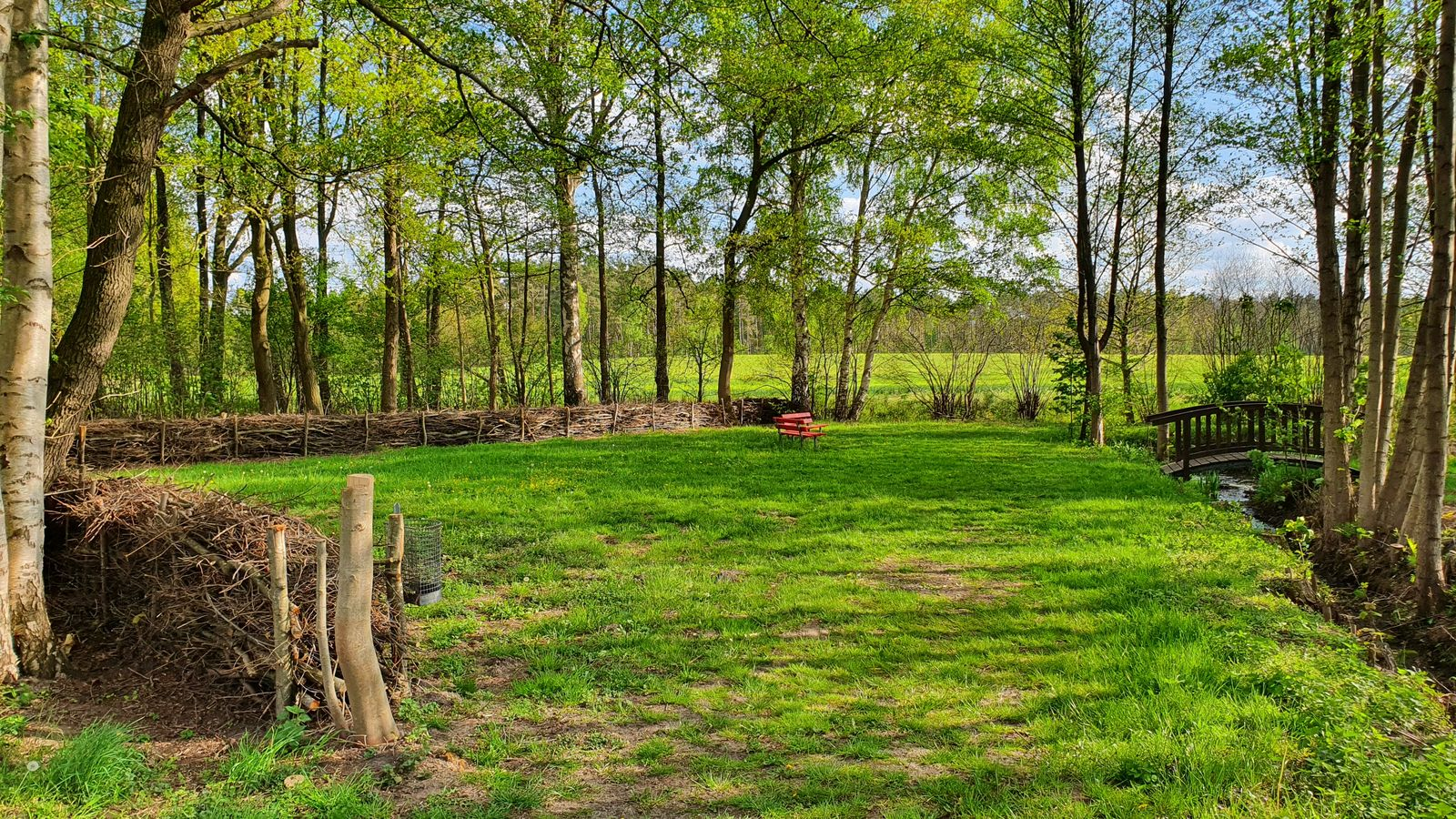
Picknick-Platz